# Nikasil
Nikasil ist eine Marke des Automobilzulieferers Mahle aus Stuttgart für eine Zylinderlaufflächen-Beschichtung aus Nickel und Siliciumcarbid (SiC) in Aluminium-Motorblöcken von Kolbenmotoren und Trochoiden bei Wankelmotoren.
Die Beschichtung ist eine Alternative zu Zylinderlaufbuchsen und zu anderen Beschichtungen (z. B. Hartverchromung). Nikasil wurde von Mahle in Zusammenarbeit mit Mercedes-Benz ursprünglich für den Wankelmotor entwickelt, um das damals bei Hartchrom auftretende Rattermarkenproblem zu lösen. Bei NSU kam Nikasil unter der Bezeichnung Enisil zum Einsatz.
Das Akronym Nikasil setzt sich zusammen aus den Anfangsbuchstaben von Nickel, Karbid und Silicium. Weitere Markenbezeichnungen für Nickel-Dispersionsbeschichtungen sind u. a. GALNICAL (Kolbenschmidt AG/KS Aluminium-Technologie AG), GILNISIL (Gilardoni Vittorio SrL, Italien) sowie NICOM (U.S. Chrome Corporation).
Die Nickel-Dispersionsschicht wird in einem elektrochemischen (in der Regel galvanischen) Verfahren auf die Zylinderlaufbahn aufgebracht. Die resultierende Schicht besteht aus einer Nickelmatrix, in die Siliziumkarbidpartikel gleichmäßig verteilt eingelagert sind. Im Ergebnis haben derartig beschichtete Zylinderlaufbahnen sehr gute Laufeigenschaften, zeigen geringen Verschleiß und es lassen sich die bekannten Kolben und Kolbenringwerkstoffe bzw. Kolbenbeschichtungen verwenden. Die Bearbeitung erfolgt aufgrund der Härte des SiC mit diamantbestückten Werkzeugen. Die guten Gleiteigenschaften der Beschichtung ermöglichen es, dass Leichtmetallkolben direkt in den Bohrungen eines Motorblocks aus Aluminiumlegierungen laufen können, ohne dass gesonderte Laufbuchsen – beispielsweise aus Grauguss – eingezogen werden müssen. Entwickelt wurde die Nikasilbeschichtung 1967 für die Trochoidenlauffläche des Ro80-Wankelmotor.
Nickeldispersionsbeschichtungen kommen häufig bei Einzelzylindern von Motorradmotoren zum Einsatz. Eingesetzt wird die Beschichtung auch bei der Zylinderinstandsetzung.

## Haltbarkeit
Prinzipiell ist die Nikasil-Beschichtung haltbar und kam bei verschiedenen Kraftfahrzeugherstellern für die Zylinderbeschichtung von Aluminium-Motorblöcken zum Einsatz, z. B. bei BMW (BMW M52, BMW M60, BMW M62), Jaguar AJ-V8 (1997–2000, XK-Serie, FGN 001036-042775 und XJ-V8-Serie, FGN 812256-878717), Maserati (Biturbo II), NSU (Wankelmotoren) und Corvette C4 ZR1. Dennoch traten bei nikasilbeschichteten Motoren vereinzelt Motorschäden auf, die auf ein Versagen der Nikasil-Beschichtung zurückzuführen sind. Der dabei festgestellte übermäßige Verschleiß der Beschichtung konnte mit der Verwendung von nicht ausreichend entschwefeltem Kraftstoff in Zusammenhang gebracht werden. Dies wird aber meist durch eine mangelhaften Sacharien-Dosierung verursacht. Sacharien dient hier für eine gleichmäßige und spannungsfreie Nickel-Beschichtung und fungiert als Einebner.
In einer Firmenpublikation wird die Problematik bei vernickelten Zylinderlaufflächen folgendermaßen erklärt:

„Probleme gab es in der Produktion mit Gussporositäten an der Zylinderoberfläche, welche Schichtablösungen zur Folge hatten. Probleme stellten sich in der Vergangenheit auch bei häufigem Kurzstreckenbetrieb in Verbindung mit schwefelhaltigem Kraftstoff ein. Bei Motoren, die selten oder nie ihre Betriebstemperatur erreichten, führte der Kurzstreckenbetrieb zur Bildung von Kondensat, welches zusammen mit den Schwefelanteilen aus der Verbrennung schweflige Säure entstehen ließ. Diese säurehaltigen Verbrennungsprodukte führten zu Korrosion, zu den besagten Schichtablösungen und letztlich zu einer Abkehr von nickelbeschichteten Zylinderlaufflächen im PKW-Serienmotorenbau.“

Kennzeichnend für die Nikasilbeschichtung ist das aus einer speziellen Nickellegierung gebildete Trägermaterial, in welches die Siliciumcarbidteilchen eingebettet sind. Die guten tribologischen Eigenschaften des Siliciumcarbids sorgen für die Verschleißfestigkeit der Beschichtung.
Nachteilig ist jedoch die große Empfindlichkeit des Nickels (und seiner Legierungen) gegenüber schwefelhaltigen Gasen, die eine Nickelsulfidbildung an den Korngrenzen begünstigen und dadurch zu Kalt- und Rotbrüchigkeit des Nickels führen. Nickel besitzt eine hohe Affinität zum Schwefel, welcher im Nickel bis zu etwa 0,005 % löslich ist und sich darüber hinaus in den Korngrenzen als Nickelsulfidfilm abscheidet. Zudem wird der Schmelzpunkt des Nickels durch Schwefel außerordentlich erniedrigt (von 1452 °C auf 645 °C bei eutektischer Zusammensetzung, d. h. zwischen Nickel und dem Nickelsulfid Ni3S2 bildet sich bei 645 °C und 21,5 Gew.-% Schwefel ein Eutektikum). Selbst noch 100 K unterhalb dieses Schmelzpunktes führt ein Glühen in schwefelhaltigen Gasen zum Eindringen des Schwefels in das Innere des Nickels, besonders entlang der Korngrenzen, was zu einer Versprödung des Werkstoffs führt. Schwefel kann daher gegenüber Werkstoffen mit hohem Nickelgehalt einen besonders schädigenden Einfluss ausüben. Für den Betrieb nikasilbeschichteter Motoren wird daher die Verwendung von (heutzutage in Europa durch Entschwefelung üblichem) schwefelfreiem Kraftstoff und schwefelarmem Motorenöl empfohlen.